# Populous: The Beginning
Populous: The Beginning là một game chiến lược thời gian thực và là phần thứ ba trong dòng game Populous, được phát triển bởi Bullfrog Productions. Trò chơi được phát hành vào năm 1998 trên Microsoft Windows, và năm 1999 cho PlayStation. Không giống như những phiên bản trước đó trong dòng game, đưa người chơi vào vai một vị thần ảnh hưởng đến những tín đồ trung thành, The Beginning đã có sự đổi hướng triệt để và đặt người chơi vào vai một shaman (đồng cốt), trực tiếp dẫn dắt bộ lạc của mình chống lại kẻ thù. Trong suốt hai mươi lăm màn của phần chơi chiến dịch, người chơi lãnh đạo bộ lạc của mình đi qua một hệ mặt trời, thống trị các bộ lạc đối địch và khai thác các nguồn phép thuật mới, với mục tiêu cuối cùng là giúp vị shaman tự đạt được bản chất thần thánh.
Populous: The Beginning là phần đầu tiên trong dòng game sử dụng đồ họa máy tính 3D; Bullfrog đã chờ đợi bốn năm sau Populous II: Trials of the Olympian Gods để công nghệ đồ họa có thể bắt kịp tầm nhìn của họ về một trò chơi mới và khác biệt trong sê-ri. Các nhà phát triển đã xem xét việc bổ sung sự biến dạng và thao tác địa hình, kết hợp với dân làng "thông minh" tự động tham gia vào các nhiệm vụ, để thêm vào một khía cạnh hoàn toàn mới cho dòng game này. Tiêu đề ban đầu của game là Populous: The Third Coming trước khi được thay đổi từ lần phát hành phiên bản beta.
Populous: The Beginning có lối chơi rất khác so với phiên bản trước đó và nhận được nhiều ý kiến trái chiều. Giới phê bình lưu ý đồ họa tuyệt vời, trong khi những lời phàn nàn nhắm vào trí tuệ nhân tạo và sự thiếu quyết đoán trong phần thiết kế game giữa việc trở thành một tựa game chiến lược thời gian thực và một trò chơi mô phỏng thần thánh. Peter Olafson của GamePro đã viết rằng Populous: The Beginning là một game hay nhưng "thiếu đi chất lượng tinh túy làm nên tên tuổi Populous."

## Lối chơi

Engine đồ họa 3D của trò chơi cho phép người chơi thu nhỏ để xem toàn bộ thế giới trong game

Trong Populous: The Beginning, người chơi điều khiển một nữ shaman và cả bộ lạc đều thần phục cô ta. Không giống như các phần trước đây trong dòng game, The Beginning cho phép người chơi điều khiển trực tiếp hành động của tín đồ, bằng cách ra lệnh cho họ xây dựng nhà cửa hoặc tấn công kẻ thù. Trong phần chơi chiến dịch, người chơi phải chiến đấu với các bộ lạc đối địch gồm Dakini, Chumara và Matak để giành quyền thống trị hệ Mặt Trời. Các bộ lạc đối địch cũng có shaman, và ở các cấp độ sau này đều sống cùng một thế giới. Mặc dù mục tiêu gần như luôn luôn là loại bỏ tất cả các thành viên của các bộ lạc khác, nhưng thường có những cách cụ thể để đạt được mục đích. Đôi khi, người chơi phải sử dụng các phép thuật thu được từ việc thờ cúng tại các thánh tích đặc biệt như những tượng đầu đá hoặc "Kho chứa Kiến thức" (Vaults of Knowledge); trong các trường hợp khác, người chơi chỉ cần áp đảo kẻ thù với số lượng quân vượt trội. Trò chơi không có quản lý tài nguyên chính thức; các đơn vị quân mới được tạo tự động tại nhà, và việc huấn luyện quân mới không tốn gì ngoại trừ mana. Chỉ gỗ từ cây là cần thiết để xây dựng các công trình mới.
Trò chơi được chơi từ góc nhìn của người thứ ba với camera ở độ cao hay thay đổi và có khả năng xoay 360°, cho phép người chơi nhanh chóng di chuyển trên địa hình của hành tinh. Trong khi cấu trúc theo kiểu tô pô học của địa hình là một hình xuyến, bản đồ được chiếu cục bộ lên một quả cầu để tạo ảo giác về một hành tinh. Trên bản đồ không có sương mù chiến tranh, người chơi dễ dàng thấy đối thủ đang làm gì bất cứ lúc nào. Hỗ trợ mở rộng cho khả năng tăng tốc 3D cho phép người chơi xem khung cảnh trong game ở gam màu 16-bit hay 32-bit. Phong cảnh và xây dựng cấu trúc thời gian thực và chuyển động của những tín đồ cũng được hiển thị sinh động.

Một cơn lốc xoáy của một shaman phá hủy các tòa nhà của kẻ thù

Người chơi ra lệnh cho các loại tín đồ khác nhau, mỗi loại đều có ưu điểm và nhược điểm trong chiến đấu. Đơn vị cơ bản nhất là Brave, chuyên xây dựng túp lều, tháp canh và công trình quân sự. Brave được huấn luyện để trở thành các đơn vị quân khác: Warrior cận chiến kiên cường; Firewarrior yếu ớt giỏi bắn cung; Preacher, cải đạo các đơn vị quân của địch và ngăn chặn đơn vị này của đối phương cải đạo quân mình; và Spies, thực hiện các chức năng gián điệp. Shaman trông yếu hơn về thể chất so với các chiến binh, nhưng lại có thể sử dụng phép thuật mạnh mẽ và dễ dàng tái sinh nếu bị giết. Một số phép thuật sẽ biến mất sau khi sử dụng. Các phép thuật khác có thể từ từ được nạp đầy để tiếp tục sử dụng; tốc độ tái tạo phép thuật phụ thuộc vào số lượng tín đồ của người chơi. Ví dụ về các loại phép thuật bao gồm "Landbridge", làm nổi đáy biển để tạo ra những cây cầu trên biển; "Swarm", gửi một đàn côn trùng để gieo rắc sự hỗn loạn trong hàng ngũ quân thù; và "Tornado", tạo ra một cơn bão để phá hủy các tòa nhà. Tổng cộng có hai mươi sáu phép thuật trong game, được học từ từ trong suốt phần chơi chiến dịch.
Populous: The Beginning hỗ trợ nhiều người chơi, bằng kết nối modem (giới hạn ở hai người chơi), IPX, hoặc qua Internet thông qua dịch vụ tổ chức trận đấu bên ngoài. Populous: The Beginning cho phép kích cỡ màn chơi tối đa lên đến bốn người chơi chơi với nhau.

## Cốt truyện

### Bối cảnh
Bối cảnh của Populous: The Beginning diễn ra trước hai phiên bản đầu tiên trong sê-ri tại một hệ hành tinh gồm hai mươi lăm hành tinh không tên. Những thế giới này có bốn bộ lạc người sinh sống, được thể hiện bằng màu sắc của chúng: "Matak" màu xanh lá cây, "Chumara" màu vàng, và "Dakini" màu đỏ. Bộ lạc màu xanh thứ tư, được điều khiển bởi người chơi, không được đặt tên. Mỗi bộ lạc nói chung là thù địch lẫn nhau, mặc dù vẫn tồn tại những liên minh trên một số thế giới. Tất cả các bộ lạc được cai trị bởi một nữ shaman duy nhất. Bên cạnh các bộ lạc có tổ chức là những tộc 'người hoang dã', những nhân vật trung lập tụ tập thành nhóm quanh cây và nước. Mặc dù họ không thể tấn công hoặc bị tấn công, người chơi có thể sử dụng phép Cải đạo của shaman để đưa những tộc người hoang dã nằm dưới sự kiểm soát của bộ lạc mình.

### Câu chuyện
Mục tiêu của người chơi là đưa vị Shaman tiến lên thành một vị thần; chỉ bằng cách đánh bại tất cả kẻ thù trong hệ hành tinh này thì Shaman của người chơi mới có thể trở thành đấng toàn năng. Người chơi bắt đầu trên hành tinh xa nhất từ mặt trời và tấn công từng hành tinh một. Trên đường đi, Shaman có thể học hỏi các kỹ năng và phép thuật mới để đánh bại kẻ thù của mình. Chiến thắng đòi hỏi người chơi phải tiêu diệt phe đối địch, hoặc nhân dịp thực hiện các hành động đặc biệt. Người chơi sẽ thua nếu Shaman của mình bị giết và không còn tín đồ, nếu Shaman bị giết và không có vòng tái sinh, hoặc người chơi hết thời gian theo cấp độ thời gian. Sau khi đánh bại các bộ lạc khác, Shaman thăng linh và giúp người dân của mình chinh phục Matak, Chumara và Dakini trong một cuộc xung đột cuối cùng.

## Phát triển
Populous: The Beginning là phần đầu tiên trong dòng game được phát triển bằng đồ họa 3D hoàn toàn, cho phép môi trường được thu nhỏ và xoay theo thời gian thực. Trò chơi được phát hành hơn bốn năm sau Populous II: Trials of the Olympian Gods vì các nhà phát triển nói rằng sự chậm trễ là do chờ các thông số kỹ thuật phần cứng xuất hiện đủ để họ có thể cho phép mình làm điều gì đó rất khác biệt và mới mẻ. Nhà sản xuất Stuart Whyte đã nói về công việc, "Chúng tôi thực sự tự hào về những gì chúng tôi đã làm trong phần mềm này bởi vì nó trông rất đẹp."
Dòng game Populous lấy cảm hứng từ thuật ngữ "god game", cho phép người chơi đảm nhận vai trò của một thượng đế dẫn dắt người dân của mình đến những lãnh thổ mới hoặc tham gia vào trận chiến. Alan Wright, trưởng dự án của trò chơi, nhấn mạnh cả sự đổi hướng của Populous: The Beginning lấy từ các bản trước trong sê-ri, cũng như phân biệt với các game tương tự như Command & Conquer. Các yếu tố của dân làng thông minh và cải tạo địa hình, ông nói, "thêm toàn bộ mức độ lối chơi không có trong các tựa game đó." Đại diện của Bullfrog là Brian Allen đã khẳng định rằng những sự đổi hướng này giúp Populous: The Beginning trở nên khác biệt hơn hẳn so với các tựa game chiến lược thời gian thực khác trên thị trường vào thời điểm đó. Trong một số khía cạnh, các nhà phát triển đã buộc phải loại bỏ những tính năng do các hạn chế kỹ thuật; ví dụ, câu thần chú "Bệnh dịch" (Plague) từ các phiên bản Populous trước đó đã bị loại bỏ vì trong thực tế, câu thần chú này quá vô dụng.
Ban đầu, trò chơi được biết đến với cái tên Populous: The Third Coming, nhưng tên gọi đã được thay đổi theo thời gian game được thể hiện dưới dạng beta hoàn chỉnh có thể chơi được vào cuối năm 1998. Trò chơi này là phần đầu tiên trong dòng game được thực hiện mà không có nhà sáng tạo Populous Peter Molyneux, do ông đã rời khỏi Bullfrog để lập nên Lionhead Studios. Âm nhạc do Mark Knight sáng tác, người đã gia nhập nhóm của Bullfrog vào năm 1997.
Bullfrog đã phát hành Populous: The Beginning — Undiscovered Worlds vào năm 1999. Bản mở rộng chỉ được tung ra ở Anh và Mỹ. Add-on này cung cấp mười hai màn của phần chơi đơn và mười hai màn chơi mới của phần chơi mạng, với phần tiếp theo của cốt truyện bắt đầu trong phiên bản trước, giờ đây người chơi đảm nhận vai trò của một shaman mới phải khôi phục hòa bình cho Hệ Mặt Trời.

## Đón nhận
Populous: The Beginning nhận được đánh giá chung đầy thiện chí về việc phát hành với một số lời chỉ trích mạnh mẽ theo sau. Ward Trent của IGN đặc biệt say mê với đồ họa 3D sinh động. Edge tuyên bố, "những phiên bản trước đây của Bullfrog luôn đặt lối chơi lên trên sự tinh tế về đồ họa, nhưng đó không còn là vấn đề nữa." Nhà phê bình Ron Dulin của GameSpot' đánh giá cao làm thế nào mà The Beginning là một bản cải tiến táo bạo của dòng game, thay vì phần tiếp theo được chỉnh sửa qua loa một chút (giống như Populous II: Trials of the Olympian Gods trước đó). Computer and Video Games đánh giá The Beginning có một "kiểu chơi tốt hơn" so với bản gốc.
Những lời phàn nàn về game tập trung vào sự khó khăn trong việc kiểm soát tín đồ, sự đơn giản của lối chơi và sự căng thẳng giữa các phong cách của trò chơi. AI của game cho phép đám tín đồ to tự động xây dựng các công trình kiến trúc, nhưng điều này dẫn đến các vấn đề chỉ đạo họ giữa một trận chiến căng thẳng. IGN lưu ý rằng với tín đồ của người chơi tự động đi vào cuộc sống hàng ngày, giá trị chơi lại bị hạ thấp ngay cả với các tùy chọn chơi mạng. Những người khác đồng ý rằng việc tự động hóa khiến lối chơi trở nên quá đơn giản, không cần nâng cấp hay quản lý tài nguyên nghiêm túc, một ý kiến của PC Gamer bày tỏ khi họ viết rằng các màn chơi "trở nên lặp đi lặp lại một cách khó hiểu".
Populous: The Beginning có lối chơi rất khác biệt so với những phần trước đó. Edge kết luận rằng mặc dù kiểu chơi cứng nhắc hơn của The Beginning là mới đối với sê-ri, nhưng nó có tác dụng làm cho kết quả cuối cùng "ít dừng phơi bày hơn"; Edge tin rằng trò chơi đã bị vướng vào giữa thể loại god game và RTS, và cũng không nổi trội bên nào cả. PCGamer sau đó đã quyết định trò chơi không thể đáp ứng mong đợi từ các phiên bản trước đó trong dòng game. Đáng mừng hơn, Peter Olafson của GamePro đã viết: "Populous: The Beginning không phải là một game tồi, thực tế là một game hay, nhưng đó là một game khác hẳn—thiếu đi chất lượng tinh túy làm nên tên tuổi Populous."